# 高嶺響
高嶺 響（たかね ひびき）はSNKの対戦型格闘ゲーム『幕末浪漫第二幕 月華の剣士〜月に咲く華、散り行く花〜』などに登場する架空の人物。

## キャラクター設定
『幕末浪漫第二幕 月華の剣士 〜月に咲く華、散り行く花〜』より登場する、居合いの技を使う少女。刀匠である父・高嶺源蔵は刹那の刀「八十枉津日太刀」を打った直後、病に倒れており、このため刹那に対して強い嫌悪感を抱いている。しかしながら、迷いつつも刹那に会うために旅に出る。
普段は争いを好まない心優しい性格である。しかし、CPU戦（もしくは対人戦）で斬殺を重ねていくと冷徹な人斬りに変貌してしまい、勝利時の台詞やエンディングもそれに対応したものに変化する。
ストーリー上では源蔵の遺言により刹那の行方を捜しているが、ゲーム上では両者は直接関わらない。固定の中ボスは源蔵の知己である天野漂が登場する。

### 客演作品
カプコン開発・販売の『CAPCOM VS. SNK 2 MILLIONAIRE FIGHTING 2001』（以下『CVS2』）では、『月華の剣士』のキャラクターの中から唯一登場した。開発時点では居合いキャラクターを出すということで『サムライスピリッツ』シリーズに登場する橘右京も候補に挙がっていたが、他に『月華の剣士』のキャラクターがいない、女剣士が良いなどの理由で選出された。ロレントとは専用の登場演出が存在するが、これは響とロレントの制作担当者同士の仲が良いからという内輪ネタ。演出の内容自体は2人のキャラクターに沿ったものになっている。
2021年にはSNK開発・発売の『SAMURAI SPIRITS』にダウンロードコンテンツとして登場する。人斬り状態への変貌が再現されており、任意に切り替えることが可能。ボイスや演出が変化するほか、専用のBGMも用意されている。

## ゲーム上の特徴
比較的発生が速めでリーチが長い技が多いが、納刀する動作があるため隙も非常に大きい。空振りした場合は当然のこと、間合いによっては相手にヒットさせても反撃を受けてしまう技も多い。
奥義も間合いによって変化するものがあり、他のキャラクターよりもさらに「反撃を受けないギリギリの間合い」を要求される。
また、響の「立ち弾き」は通常技および特殊技に対する受付時間が少し長く高性能である。

## 技の解説
響の技名の最後には全て「〜也」と付くことが特徴。

### 通常技
| 操作         | 立ち             | しゃがみ       | ジャンプ     |
| ------------ | ---------------- | -------------- | ------------ |
| 弱斬り       | 先をとる也       | 先をとる也     | 先をとる也   |
| 強斬り       | 油断なく斬る也   | 足元をすくう也 | 死角を狙う也 |
| 蹴り         | 出足を挫く也     | 出足を挫く也   | 間を制する也 |
| ダッシュ攻撃 | 次なる布石也     | 流れ断ち切る也 |              |
| 打ち上げ斬り | その技、発する也 |                |              |
| 防御不可斬り | その力、込める也 |                |              |

### 投げ技
勢い活かす也
合気道のようなモーションで相手を投げ飛ばす。
斬り伏せる也
『CVS2』で追加された投げ技。相手を掴んで肘打ちした後、2回斬りつける。

### 特殊技
止め忘れぬ事肝要也
『月華』にのみ存在する追い討ち技。倒れた相手に刀を突き刺す。
後の先をとる也
『CVS2』の特殊技。近距離立ち強Pで振り上げた刀を振り下ろす。空振りキャンセルが可能。

### 奥義（必殺技）
遠間にて斬る也
通常よりも大きく踏み込んで抜刀して、目いっぱい伸ばして斬る。リーチが長いが隙が大きく、弱を近距離でヒットさせた場合は反撃を受ける。強の場合は下段判定でダウンを奪うがさらに隙が大きく、ガードされるといかなる間合いでも反撃を受ける。
近寄りて斬る也
相手に向かって突進して斬りつける技。相手との距離によって威力や技後の隙が異なる。密着時はすれ違いざまに斬る技に変化し、ダメージが大きくなるほか、キャンセルして別の技に繋げることが可能（昇華含む）。
水月を突く也
刀の鞘の方で相手の鳩尾を突く技。中段判定。特定の技で追撃することが可能。
居を合わす也
上段と中段の攻撃を受け止め、合気のような動きで相手を空中に放り投げる、いわゆる当て身系の技。「弾き」があるためあまり使用されることはないが攻撃をキャンセルして出すことができる。
『月華』では追撃は専用の技でのみ可能だったが、『CVS2』では決まった後に硬直が解けるために自由に追撃できる。
抜かば斬る也
「居を合わす也」から派生する専用の追撃技。相手を刀で斬りつける。落下した相手が着地する寸前に放つと威力が上昇するという現象が起こる。
抜かずば斬らぬ也
「居を合わす也」から派生する専用の追撃技。相手を刀の鞘で殴りつける。相手を気絶させるための値が高い。

紙一重にてかわす也
上半身をのけぞるような動きをする。いわゆる避け動作であるが、無敵範囲が狭いうえに「弾き」が存在するため攻撃避けだけに使われることはあまりない。
間を詰めること肝要也
「紙一重にてかわす也」から派生する専用技。前方に向かってダッシュする。相手をすり抜けることができる。必殺技でキャンセル可能。
間をおくこと肝要也
「紙一重にてかわす也」から派生する専用技。後方にバックステップする。この間はジャンプ攻撃や弾きを出せる。着地時に昇華可能。

備えを怠らぬ心也
相手に背を向けて祈ることで、剣質ゲージを溜める技。『月華』では挑発から移行する技で、『CVS2』ではS-GROOVEにおけるゲージ溜め動作がこれと同様である。

### 超奥義（超必殺技）
発勝する神気也
「近寄りて斬る也」の発展技。高速で突進し相手をすれ違いざまに斬りつける。響が突進し終わり、刀を鞘に収めて、ようやく傷口から血が吹き出る。

### 潜在奥義
死を恐れぬ心也
間合いによって性能が変化する超高速の抜刀術。相手と近接している場合、響の技の中で最高の威力を誇る、ガード不可能な打撃となる。
足元から発生する波紋がヒットすると雷のような閃光が走り、数秒間お互いが静止し、納刀が終わると同時に相手の体から血が大量に噴き出す。
相手が間合いの外にいた場合、衝撃波を飛ばす遠距離打撃技に変わる。
両者とも投げではなく打撃扱いのため弾くことができる。
『CVS2』では、ゼロ距離で放つ居合い抜きに変わっている。ほぼ密着状態でないとまともに当たらないほど間合いが狭いが、その分絶大な威力を誇る。この技で止めを刺した場合の専用勝ちポーズが存在する。

### 乱舞奥義
屍を越え行く也
突進した後、乱舞攻撃を行う。追加入力によって内容が変化する。類型は楓や一条あかりと同じくスタンダードタイプ。『CVS2』では「死を恐れぬ心也」と同様にMAX超必殺技として使用する。

## 担当声優
- 氷上恭子（『幕末浪漫第二幕 月華の剣士』、『CVS2』）
- 上坂すみれ（『SAMURAI SPIRITS』[6]）

## 関連人物
- 刹那 - 源蔵に「八十枉津日太刀」の製作を依頼する。
- 天野漂 - 愛刀「男前」を打ち直してもらうために旧友の源蔵を訪ねる。上記の刹那と併せて、対戦前に特別な会話デモが挿入される。
- 牙神幻十郎 - 『ネオジオバトルコロシアム』でのエンディングにて、遊女との会話で源蔵のことらしき刀鍛冶が話題に上がっている。